# Lindsaea regularis
Lindsaea regularis är en ormbunkeart som beskrevs av Eduard Rosenstock. Lindsaea regularis ingår i släktet Lindsaea och familjen Lindsaeaceae. Inga underarter finns listade.